# أوتو فون شريدر
أوتو فون شريدر (بالألمانية: Otto von Schrader)‏ هو رجل غواصة ألماني، ولد في 18 مارس 1888 في إيلك في بولندا، وتوفي في 19 يوليو 1945 في برغن في النرويج.